# Бруклін-Парк (Меріленд)
Бруклін-Парк (англ. Brooklyn Park) — переписна місцевість (CDP) в США, в окрузі Енн-Арундел штату Меріленд. Населення — 16 112 особи (2020).

## Географія
Бруклін-Парк розташований за координатами 39°13′3″ пн. ш. 76°37′1″ зх. д. / 39.21750° пн. ш. 76.61694° зх. д. (39.217420, -76.616837).  За даними Бюро перепису населення США в 2010 році переписна місцевість мала площу 11,06 км², з яких 10,88 км² — суходіл та 0,18 км² — водойми.

## Демографія
Згідно з переписом 2010 року, у переписній місцевості мешкали 14 373 особи в 5158 домогосподарствах у складі 3634 родин. Густота населення становила 1300 осіб/км².  Було 5548 помешкань (502/км²).
Расовий склад населення:
| - 73,9 % — білих - 16,7 % — чорних або афроамериканців - 2,8 % — азіатів - 0,4 % — корінних американців - 2,8 % — осіб інших рас |

До двох чи більше рас належало 3,4 %. Частка іспаномовних становила 6,0 % від усіх жителів.
За віковим діапазоном населення розподілялося таким чином: 23,2 % — особи молодші 18 років, 63,2 % — особи у віці 18—64 років, 13,6 % — особи у віці 65 років та старші. Медіана віку мешканця становила 38,5 року. На 100 осіб жіночої статі у переписній місцевості припадало 93,4 чоловіків;  на 100 жінок у віці від 18 років та старших — 91,9 чоловіків також старших 18 років.
Середній дохід на одне домашнє господарство  становив 68 299 доларів США (медіана — 59 343), а середній дохід на одну сім'ю — 76 636 доларів (медіана — 67 619). Медіана доходів становила 51 143 долари для чоловіків та 40 713 долари для жінок. За межею бідності перебувало 16,1 % осіб, у тому числі 26,4 % дітей у віці до 18 років та 6,7 % осіб у віці 65 років та старших.
Цивільне працевлаштоване населення становило 6349 осіб. Основні галузі зайнятості: освіта, охорона здоров'я та соціальна допомога — 16,7 %, роздрібна торгівля — 13,3 %, мистецтво, розваги та відпочинок — 11,3 %, науковці, спеціалісти, менеджери — 9,5 %.